# Rethel (tổng)
Tổng Rethel là một tổng ở tỉnh Ardennes trong vùng Grand Est.
Tổng này được tổ chức xung quanh Rethel ở quận Rethel. Độ cao trung bình là 95 m.

## Hành chính
| Giai đoạn | Ủy viên          | Đảng          | Tư cách                              |
| --------- | ---------------- | ------------- | ------------------------------------ |
| 1945-1949 | Camille LASSAUX  | SFIO          | Thị trưởng Rethel từ năm 1944-1969   |
| 1949-1955 | Camille LASSAUX  | SFIO          | Thị trưởng Rethel từ năm 1944-1969   |
| 1955-1961 | Camille LASSAUX  | SFIO          | Chủ tịch Tổng hội đồngde 1955 à 1967 |
| 1961-1967 | Camille LASSAUX  | SFIO          | Chủ tịch Tổng hội đồngde 1955 à 1967 |
| 1967-1973 | Pierre SIEGEL    | CNIP          |                                      |
| 1973-1979 | Pierre SIEGEL    | CNIP          | Thị trưởng Rethel de 1972-1977       |
| 1979-1985 | Pierre SIEGEL    | CNIP          | Thị trưởng Rethel de 1972-1977       |
| 1985-1994 | Pierre SIEGEL    | CNIP          | Thị trưởng Rethel de 1972-1977       |
| 1992-1998 | Philippe VUIBERT | UDF-CDS       | Député de 1993-1997                  |
| 1998-2004 | Philippe VUIBERT | UDF-CDS       | Thị trưởng Rethel de 1989-2005       |
| 2004-2010 | Joseph AFRIBO    | Divers droite | Thị trưởng Acy-Romance               |

## Các đơn vị hành chính
Tổng Rethel gồm 17 xã với dân số 14 092 người (điều tra năm 1999, dân số không tính trùng)
| Xã                 | Dân số | Mã bưu chính | Mã insee |
| ------------------ | ------ | ------------ | -------- |
| Acy-Romance        | 443    | 08300        | 08001    |
| Amagne             | 705    | 08300        | 08008    |
| Ambly-Fleury       | 151    | 08130        | 08010    |
| Arnicourt          | 139    | 08300        | 08021    |
| Barby              | 352    | 08300        | 08048    |
| Bertoncourt        | 147    | 08300        | 08062    |
| Biermes            | 246    | 08300        | 08064    |
| Coucy              | 488    | 08300        | 08133    |
| Doux               | 76     | 08300        | 08144    |
| Mont-Laurent       | 75     | 08130        | 08306    |
| Nanteuil-sur-Aisne | 125    | 08300        | 08313    |
| Novy-Chevrières    | 549    | 08300        | 08330    |
| Rethel             | 8 052  | 08300        | 08362    |
| Sault-lès-Rethel   | 1 919  | 08300        | 08403    |
| Seuil              | 166    | 08300        | 08416    |
| Sorbon             | 216    | 08300        | 08427    |
| Thugny-Trugny      | 243    | 08300        | 08452    |

## Thông tin nhân khẩu
| 1962                                                     | 1968   | 1975   | 1982   | 1990   | 1999   |
| -------------------------------------------------------- | ------ | ------ | ------ | ------ | ------ |
| 12 562                                                   | 13 546 | 14 165 | 14 394 | 14 076 | 14 092 |
| Nombre retenu à partir de 1962 : dân số không tính trùng |        |        |        |        |        |